# Commissione delle Nazioni Unite sull'uso pacifico dello spazio extra-atmosferico
La Commissione delle Nazioni Unite sull'uso pacifico dello spazio extra-atmosferico (COPUOS dall'inglese United Nations Committee on the Peaceful Uses of Outer Space) creato nel 1958 (un anno dopo il lancio dello Sputnik) con la Risoluzione 1348 (XIII) delle Nazioni Unite.
Il compito del COPUOS è quello di dirigere una pacifica cooperazione tra le Nazioni per un uso pacifico dello spazio e di ricercare e studiare i problemi legali che possono sorgere dall'uso umano dello spazio extra-atmosferico, di incoraggiare l'esplorazione dello spazio pacificamente.
Il comitato ha due sottocomitati: il "Sottocomitato legale" e il "Sottocomitato tecnico-scientifico".
Dal lavoro di questo comitato sono scaturiti 5 trattati:
- Trattato sullo spazio extra-atmosferico - Il trattato che regola l'attività degli Stati nell'Esplorazione e nell'Uso dello spazio extra-atmosferico
- Accordo sul soccorso - Il trattato che regola il soccorso ed il ritorno degli astronauti e degli oggetti lanciati nello spazio
- Convenzione di responsabilità - La convenzione che regola la responsabilità dei danni commessi dagli oggetti lanciati nello spazio.
- Convenzione sulle registrazioni - La convenzione che regola le registrazioni degli oggetti lanciati nello spazio.
- Trattato sulla Luna -  Il trattato che regola il comportamento degli stati sulla Luna e sugli altri corpi celesti.

La Commissione è composta da 95 paesi (una delle commissioni più grandi in seno all'ONU), che si riunisce annualmente.